# Ivan Baranka
Ivan Baranka (* 19. Mai 1985 in Ilava, Tschechoslowakei) ist ein ehemaliger slowakischer Eishockeyspieler, der mit der slowakischen Nationalmannschaft an drei Olympischen Winterspielen teilnahm.   

## Karriere
Ivan Baranka begann seine Karriere als Eishockeyspieler beim HK Spartak Dubnica, für den er in der Saison 2002/03 sein Debüt in der Extraliga gab. In zwei Spielen blieb er punkt- und straflos. Zuvor hatte Baranka bereits mehrere Jahre im Jugendbereich für Dubnica gespielt. Nach der Saison wurde er im NHL Entry Draft 2003 in der zweiten Runde als insgesamt 50. Spieler von den New York Rangers ausgewählt. Zunächst spielte der Slowake jedoch zwei Jahre lang für die Everett Silvertips, die ihn im selben Jahr in der ersten Runde des CHL Import Drafts als insgesamt zweiten Spieler gezogen hatten, aus der Western Hockey League.
Vor der Saison 2005/06 wurde Baranka in den Kader von New Yorks Farmteam, dem Hartford Wolf Pack aus der American Hockey League, aufgenommen, für die er die folgenden drei Jahre fast ausschließlich aktiv war. Einzig während der Saison 2007/08 stand Baranka ein Mal für die New York Rangers auf dem Eis, als er sein Debüt in der National Hockey League gab, bei dem er einen Assist erzielte. Nach der Spielzeit unterschrieb Baranka einen Vertrag beim HK Spartak Moskau aus der neu gegründeten Kontinentalen Hockey-Liga. Für Spartak absolvierte Baranka in den folgenden vier Spieljahren 218 KHL-Partien, in denen er 90 Scorerpunkte sammelte. Während der Saison 2011/12 war er zudem einer der Assistenzkapitäne seiner Mannschaft.
Im Mai 2012 wechselte Baranka innerhalb der KHL zu Salawat Julajew Ufa, wiederum ein Jahr später zum HK Awangard Omsk. Für Awangard absolvierte er 47 KHL-Partien, in denen er 20 Scorerpunkte sammelte. Da der Klub die KHL-Playoffs verpasste, nahm Baranka mit diesem am Nadeschda-Pokal 2014 teil und gewann letztlich den Pokalwettbewerb der KHL. Anschließend wurde er im Juli 2014 vom HC Slovan Bratislava unter Vertrag genommen. Nach einem Jahr wechselte er nach Schweden, kehrte aber bereits 2016 nach Tschechien zurück und spielte die folgenden Jahre beim HC Vítkovice, bis er im Januar 2019 zum HC Kometa Brno wechselte, wo er 2020 seine Karriere beendete.

### International
Für die Slowakei nahm Baranka im Juniorenbereich an der U18-Junioren-Weltmeisterschaft 2003, als die Silbermedaille errungen wurde, sowie den U20-Junioren-Weltmeisterschaften 2004 und 2005 teil. Im Seniorenbereich stand er im Aufgebot seines Landes bei den Weltmeisterschaften 2009, 2011, 2012, als die Slowaken Vizeweltmeister wurden, und 2015 sowie bei den Olympischen Winterspielen 2010 in Vancouver, 2014 in Sotschi und 2018 in Pyeongchang.

## Erfolge und Auszeichnungen
- 2003 Silbermedaille bei der U18-Junioren-Weltmeisterschaft
- 2012 Silbermedaille bei der Weltmeisterschaft
- 2014 Nadeschda-Pokal-Gewinn mit dem HK Awangard Omsk

## KHL-Statistik
(Stand: Ende der Saison 2014/15)